# Perrine Pelen
Perrine Marie Pelen (Boulogne-Billancourt, 3 luglio 1960) è un'ex sciatrice alpina francese, campionessa del mondo nello slalom speciale a Bormio 1985, vincitrice della Coppa del Mondo di slalom speciale nel 1980 e di tre medaglie olimpiche.

## Biografia

### Carriera sciistica

#### Stagioni 1976-1980
Specialista delle prove tecniche originaria di Grenoble, Perrine Pelen ottenne il primo risultato di rilievo nel Circo bianco in Coppa Europa nella stagione 1975-1976, piazzandosi 3ª nella classifica di slalom gigante; in Coppa del Mondo ottenne il primo piazzamento il 9 dicembre 1976 a Val-d'Isèrein slalom gigante (6ª) e il primo successo, nonché primo podio, il 26 gennaio 1977 a Crans-Montana in slalom speciale: in quella stagione 1976-1977 fu 2ª nella classifica della Coppa del Mondo di slalom speciale, superata da Lise-Marie Morerod di 8 punti. Ai Mondiali di Garmisch-Partenkirchen 1978, sua prima presenza iridata, fu 8ª nello slalom gigante e 4ª nello slalom speciale; anche in quella stagione 1977-1978 fu 2ª nella Coppa del Mondo di slalom speciale, superata da Hanni Wenzel di 5 punti.
Venne selezionata per partecipare ai XIII Giochi olimpici invernali di Lake Placid 1980, sua prima presenza olimpica, dove conquistò la medaglia di bronzo nello slalom gigante (valida anche ai fini dei Mondiali 1980) e non completò lo slalom speciale; in quella stagione 1979-1980 si aggiudicò la Coppa del Mondo di slalom speciale con 20 punti di vantaggio sulla Wenzel, grazie anche a quattro successi, e fu 2ª nella classifica della Coppa del Mondo di slalom gigante, superata dalla Wenzel di 30 punti.

#### Stagioni 1981-1986
Nella stagione 1980-1981 fu 3ª nella Coppa del Mondo di slalom speciale e l'anno seguente, convocata per i Mondiali di Schladming 1982, onorò la partecipazione vincendo la medaglia d'argento nella combinata; due anni dopo fu al cancelletto di partenza dei XIV Giochi olimpici invernali di Sarajevo 1984, sua ultima presenza olimpica, dove ottenne la medaglia d'argento nello slalom speciale e quella di bronzo nello slalom gigante. Si classificò ancora al 3º posto nella Coppa del Mondo di slalom speciale nella stagione 1983-1984.
Il 1º dicembre 1984 conquistò a Courmayeur in slalom speciale l'ultima vittoria in Coppa del Mondo e ai successivi Mondiali di Bormio 1985, sua ultima presenza iridata, si aggiudicò la medaglia d'oro nella medesima specialità, nella cui classifica in Coppa del Mondo in quella stagione 1984-1985 fu ancora 3ª. L'11 marzo 1986 salì per l'ultima volta sul podio in Coppa del Mondo, piazzandosi 3ª a Park City alle spalle della svizzera Erika Hess e della cecoslovacca Olga Charvátová; concluse l'attività agonistica una settimana dopo, il 18 marzo, giungendo 5ª nello slalom speciale di Coppa del Mondo disputato a Waterville Walley, e anche in quella sua ultima stagione 1985-1986 fu 3ª nella Coppa del Mondo di slalom speciale.

### Altre attività
Dopo il ritiro ha completato i suoi studi in fisioterapia e in seguito ha lavorato per l'Agenzia turistica dipartimentale della Savoia.
Perrine Pelen si è laureata all'HEC Paris nel 1988.

## Palmarès

### Olimpiadi
- 3 medaglie:
  - 1 argento (slalom speciale a Sarajevo 1984)
  - 2 bronzi (slalom gigante a Lake Placid 1980, medaglia valida anche ai fini dei Mondiali 1980; slalom gigante a Sarajevo 1984)

### Mondiali
- 2 medaglie, oltre a quella conquistata in sede olimpica:
  - 1 oro (slalom speciale a Bormio 1985)
  - 1 argento (combinata a Schladming 1982)

### Coppa del Mondo
- Miglior piazzamento in classifica generale: 4ª nel 1980
- Vincitrice della Coppa del Mondo di slalom speciale nel 1980
- 43 podi (36 in slalom speciale, 7 in slalom gigante):
  - 15 vittorie
  - 18 secondi posti
  - 10 terzi posti

#### Coppa del Mondo - vittorie
| Data             | Località                | Paese          | Specialità |
| ---------------- | ----------------------- | -------------- | ---------- |
| 26 gennaio 1977  | Crans-Montana           | Svizzera       | SL         |
| 28 gennaio 1977  | Saint-Gervais-les-Bains | Francia        | SL         |
| 5 marzo 1977     | Sun Valley              | Stati Uniti    | SL         |
| 10 dicembre 1977 | Cervinia                | Italia         | SL         |
| 8 febbraio 1978  | Saint-Gervais-les-Bains | Francia        | SL         |
| 5 marzo 1978     | Stratton Mountain       | Stati Uniti    | SL         |
| 18 marzo 1979    | Furano                  | Giappone       | SL         |
| 9 gennaio 1980   | Berchtesgaden           | Germania Ovest | SL         |
| 25 gennaio 1980  | Saint-Gervais-les-Bains | Francia        | SL         |
| 29 febbraio 1980 | Waterville Valley       | Stati Uniti    | SL         |
| 8 marzo 1980     | Vysoké Tatry            | Cecoslovacchia | SL         |
| 8 dicembre 1980  | Altenmarkt-Zauchensee   | Austria        | SL         |
| 21 dicembre 1980 | Bormio                  | Italia         | SL         |
| 14 gennaio 1984  | Bad Gastein             | Austria        | SL         |
| 1º dicembre 1984 | Courmayeur              | Italia         | SL         |

Legenda:

SL = slalom speciale

### Campionati francesi
- 9 ori (slalom speciale nel 1979; slalom gigante, slalom speciale nel 1980; slalom speciale nel 1981; slalom speciale nel 1982; slalom speciale nel 1983; slalom speciale nel 1985; slalom gigante, slalom speciale nel 1986)[senza fonte]